# Plazoleta Belén
La Plazoleta Belén es una plaza pública ubicada en el distrito de Santiago pero considerada parte del centro histórico de la ciudad del Cusco, Perú. A su alrededor se levanta, dominandola, la Iglesia de Nuestra Señora de Belén y, en un costado, la antigua portada del Hospital Antonio Lorena.
La plaza formó parte del barrio incaico de Ch'akillchaka por donde salía el camino inca hacia Paruro. Durante los últimos días del incanato el barrio estuvo despoblado por las guerras entre Huáscar y los generales atahuallpistas Kiskis y Challcuchímac. Luego de la fundación española de la ciudad, los conquistadores españoles vieron convniente fundar en este barrio un monasterio y un recogimiento de mestizas. El monasterio se fundó el 30 de abril de 1551. El 28 de abrtil de 1559, el corregidor Juan Polo de Ondegardo, cumpliendo lo ordenado por el virrey Andrés Hurtado de Mendoza, fundó en este barrio la parroquia de indios "Los Reyes" en el barrio de Cayocachi ubicado al oeste de la ciudad. En 1559 dicha parroquia recibió la imagen de la Virgen de Belén lo que motivó el cambio de nombre.
Desde 1972 la plaza forma parte de la Zona Monumental del Cusco declarada como Monumento Histórico del Perú. Asimismo, en 1983 al ser parte del casco histórico de la ciudad del Cusco, forma parte de la zona central declarada por la UNESCO como Patrimonio Cultural de la Humanidad.

#### Libros y publicaciones
- Angles Vargas, Víctor (1983). Historia del Cusco Cusco Colonial Tomo II Libro Segundo. Lima: Industrialgrafica S.A.
- Walker, Charles (2015). La rebelión de Túpac Amaru (primera edición). Lima: IEP. ISBN 978-9972-51-524-8. ISSN 1019-4533.

- Datos: Q84095511
- Multimedia: Plazoleta de Belén / Q84095511